# Tre Valli Varesine 1947
La Tre Valli Varesine 1947, ventisettesima edizione della corsa, si svolse il 12 ottobre 1947 su un percorso di 215 km. La vittoria fu appannaggio dell'italiano Fiorenzo Magni, che completò il percorso in 5h53'08", precedendo il connazionale Mario Ricci e il francese Louis Thiétard.
I corridori che tagliarono il traguardo di Varese furono 47. 

## Ordine d'arrivo (Top 10)
| Pos. | Corridore                 | Squadra                   | Tempo                     |
| ---- | ------------------------- | ------------------------- | ------------------------- |
| 1    | Fiorenzo Magni            | Viscontea                 | 5h53'08"                  |
| 2    | Mario Ricci               | Legnano                   | s.t.                      |
| 3    | Louis Thiétard            | Métropole                 | s.t.                      |
| 4    | Vittorio Seghezzi         | Lygie                     | s.t.                      |
| 5    | Olimpio Bizzi             | Viscontea                 | s.t.                      |
| 6    | 5 ciclisti a s.t. ex æquo | 5 ciclisti a s.t. ex æquo | 5 ciclisti a s.t. ex æquo |